# 윤미숙
윤미숙(1987년 12월 25일)은 대한민국의 희극 배우이다.

## 출연작

### 방송
- 코미디빅리그 (tvN)
  - 《리액션스쿨》
  - 《국제시장 7080》- 부잣집 며느리 역
  - 《깝스》- 인질(2015년 3쿼터), 유상무의 비서(2015년 4쿼터) 역
  - 《왕자의 게임》- 윤 상궁 역
  - 《충청도의 힘》
  - 《자매들》
  - 《헤비멘탈》